# Letymvou
Letymvou oder Letymbou (griechisch Λετύμβου oder Λετύμπου) ist eine Gemeinde im Bezirk Paphos in der Republik Zypern. Bei der Volkszählung im Jahr 2021 hatte sie 240 Einwohner.
Im Dorf befinden sich die Kirchen Agios Theodoros, Agios Kirikos kai Iouliti, Panagia Theotokos, Agios Nikolaos, Agia Marina, Agios Georgios und Agios Epiphanios.

## Name
Der Ortsname stammt vom Wort tymvos ab, was so viel wie „prächtiges Grab“ bedeutet. Daraus entstand der Name Tymvou. In fränkischer Zeit wurde der Artikel le hinzugefügt, wodurch Letymvou entstand.

## Lage und Umgebung

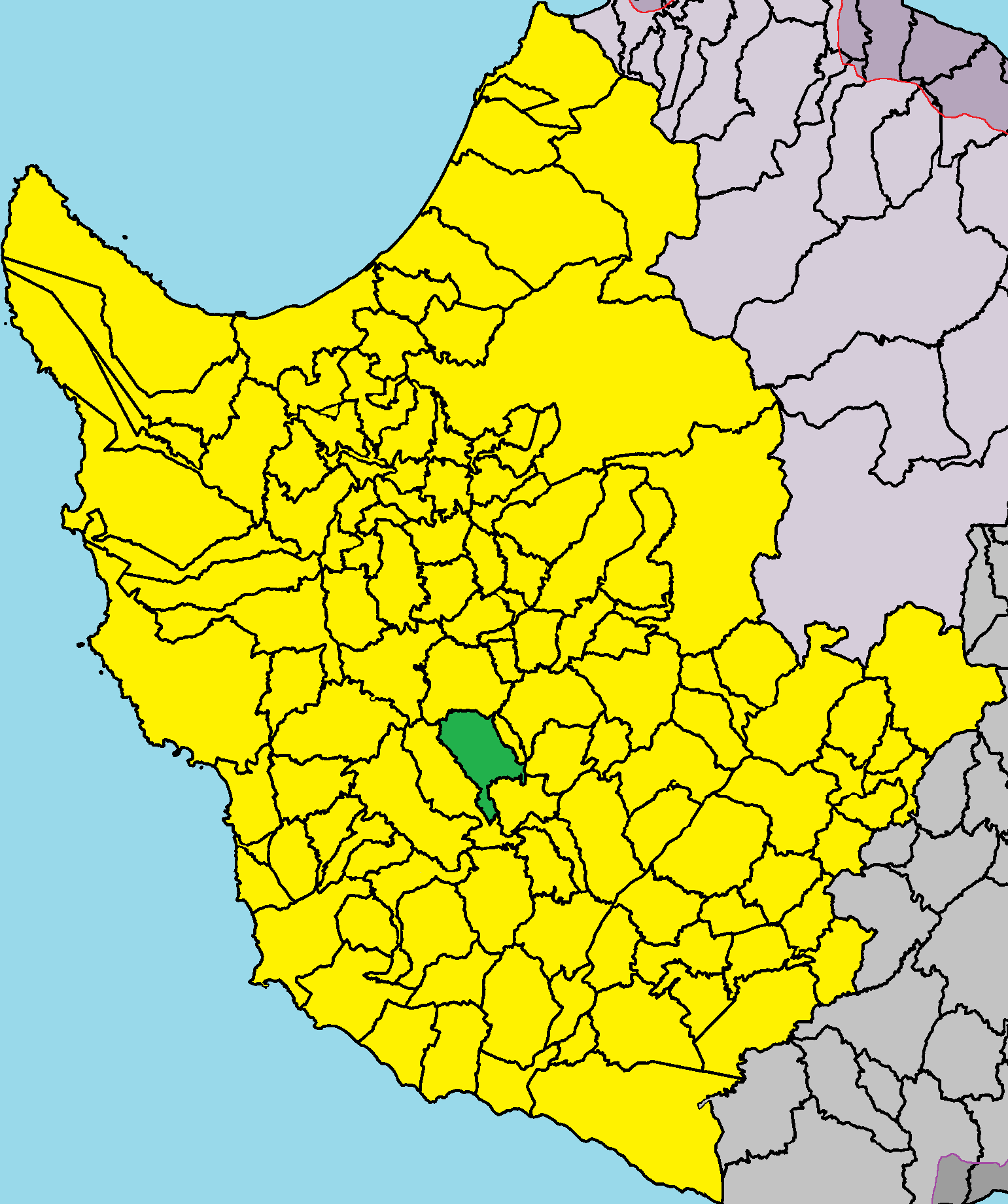
Lage im Bezirk Paphos

Letymvou liegt im Westen der Mittelmeerinsel Zypern auf einer Höhe von etwa 400 Metern, etwa 14,5 Kilometer nordöstlich von Paphos. Das 10,2224 Quadratkilometer große Dorf grenzt im Norden an Polemi, im Osten an Kourdaka und Lemona, im Süden an Pitargou und im Westen an Kallepia. Das Dorf kann über die Straße E702 erreicht werden.
Was die Geologie betrifft wird das Gebiet vom Gips der Kalavasos-Formation, den Ablagerungen der Pachnas-Formation (Kalksandsteine, Mergel und Kreide), den Ablagerungen der Nikosia-Formation (Kalksandsteine, Mergel und Geröll) und den jüngsten alluvialen Ablagerungen des Holozäns dominiert. Auf diesen Gesteinen entstehen kalkhaltige Böden und selten auch Schwemmböden. Die durchschnittliche jährliche Niederschlagsmenge beträgt etwa 620 Millimeter. In der Umgebung werden Weinreben, Zitrusfrüchte, Mandeln, Obstbäume, Oliven, Johannisbrot, Getreide, Heilpflanzen, Tabak und Gemüse angebaut.

## Geschichte
Das Dorf existierte vermutlich bereits in der früheren byzantinischen Zeit. Laut George Voustronios wurde Letymvou von Caterina Cornaro, der Königin Zyperns, am 3. Januar 1473 an Morphou de Grinier zur Erhaltung verschenkt. Im 15. Jahrhundert wurde die Kirche Agios Kirikos kai Iouliti errichtet, die für ihre Fresken bekannt war. 1919 wurden sie beim Überputzen irreparabel beschädigt und die Ikonostase des 17. Jahrhunderts wurde durch eine andere aus Marmor ersetzt. Laut G. Jeffrey war Letymbou in der gesamten Region für seine Kirchen bekannt.
Im Jahr 1880 wurde in der Gegend ein Kalksteinbruch betrieben. Heutzutage ist auch ein Gipssteinbruch in Betrieb.

### Bevölkerungsentwicklung
Die folgende Tabelle zeigt die Bevölkerung des Dorfes, wie sie in den in Zypern durchgeführten Volkszählungen erfasst wurde.
| Jahr      | 1881 | 1891 | 1901 | 1911 | 1921 | 1931 | 1946 | 1960 | 1976 | 1982 | 1992 | 2001 | 2011 | 2021 |
| Einwohner | 360  | 398  | 405  | 467  | 466  | 439  | 699  | 741  | 694  | 567  | 341  | 279  | 249  | 240  |

## Sehenswürdigkeiten
- byzantinische Kirche Agios Kirikos und Iouliti aus dem 12. bis 15. Jahrhundert